# Тирнанич, Александар
Алекса́ндар «Ти́рке» Ти́рнанич (сербохорв. Александар Тирнанић, Aleksandar Tirnanić; 15 июля 1910, деревня Крнево, около Смедерево, Сербия — 13 декабря 1992, Белград, Югославия) — югославский (сербский) футболист и тренер. Участник чемпионатов мира 1930 (как игрок), 1954 и 1958 (как тренер) годов.
Тренировал югославскую сборную на первом чемпионате Европы по футболу 1960 года (вместе с Любомиром Ловричем и Драгомиром Николичем). В этом же году привёл сборную Югославии к победе на Олимпийских играх в Риме.
Забил первый гол сборной Югославии на чемпионатах мира (14 июля 1930, Югославия — Бразилия 2:1) за день до того, как ему исполнилось 20 лет и стал, таким образом, одним из самых молодых игроков, забивавших в финальных турнирах чемпионатов мира.

## Образ в кино
В фильме 2010 года «Монтевидео: Божественное видение» роль Тирнаича исполнил Милош Бикович.